# Lepidostoma frosti
Lepidostoma frosti är en nattsländeart som först beskrevs av Milne 1936.  Lepidostoma frosti ingår i släktet Lepidostoma och familjen kantrörsnattsländor. Inga underarter finns listade i Catalogue of Life.